# ヴェロニク・ヴィニュロン
ヴェロニク・ヴィニュロン（Véronique Vigneron）は、フランスの柔道選手。階級は72kg級と72kg超級。

## 人物
1981年のヨーロッパ選手権72kg超級で3位になった。その後階級を72kg級に下げると、1983年のヨーロッパ選手権で2位に入った。1984年にウィーンで開催となった世界選手権では銅メダルを獲得した。福岡国際では72kg級で3位になると、無差別でも3位になった。

## 主な戦績
72kg超級での戦績
- 1980年 - ドイツ国際　優勝
- 1981年 - ヨーロッパ選手権　3位
- 1982年 - ドイツ国際　2位

72kg級での戦績
- 1983年 - ドイツ国際　3位
- 1983年 - ヨーロッパ選手権　72kg級　2位　無差別　5位
- 1983年 - 福岡国際　3位
- 1984年 - 世界選手権　3位
- 1984年 - 福岡国際　72kg級　3位　無差別　3位